# 효성초등학교 (경기)
효성초등학교는 대한민국 경기도 수원시 팔달구에 있는 공립 초등학교이다.

## 학교 연혁
- 1994.05.02 효성국민학교 개교(22학급)
- 1996.03.01 효성초등학교로 교명 변경
- 1998.10.09 교실 증축(15실)
- 2001.03.01 도지정 평생교육시범학교 지정(2년)
- 2009.03.01 도지정 교육과정정책연구학교 지정(2년)
- 2009.08.01 화장실, 과학실, 도서실 현대화
- 2009.12.18 전국 100대 교육과정 선정
- 2011.03.01 NTTP 배움과 실천 공동체 연수학교(1년)
- 2011.08.01 어학실 설치
- 2009.12.18 전국 100대 교육과정 최우수교 선정
- 2012.02.01 보건실 현대화
- 2013.03.01 상담실 설치 및 특수학급 신설
- 2013.03.01 급식실 현대화
- 2013.09.01 제9대 박옥균 교장 취임
- 2015.02.13 제20회 졸업식(160명, 총 4301명)
- 2015.03.01 27학급 편성(특수학급1)

## 참고 자료
- 효성초등학교 - 한국교육학술정보원 학교알리미